# Frijol saltarín
El frijol saltarín es una semilla que se encuentra principalmente en algunas regiones de México, y que se caracteriza por moverse o «saltar» aparentemente por sí sola. Este fenómeno se debe a la presencia en su interior de la larva de una polilla, la cual se desplaza dentro del frijol provocando pequeños movimientos visibles.
Las semillas provienen de arbustos del género Sebastiania (S. palmeri o S. pavoniana), mientras que el insecto pertenece al género Cydia, específicamente la especie Cydia deshaisiana, conocida comúnmente como polilla del frijol saltarín. La hembra deposita sus huevos en las semillas jóvenes y, al eclosionar, la larva se alimenta del interior, generando los movimientos característicos.
Este comportamiento ha despertado interés tanto científico como cultural, y los frijoles saltarines han sido comercializados como curiosidades biológicas.

## Ciclo de vida
|                               |                                                 |
| Frijoles saltarines en acción | Frijol mostrando la "puertita" y abajo la pupa. |
Después de que el huevo haya nacido, la larva se come el interior del frijol, creando espacio para sí misma. Se adhiere al frijol con varios hilos de seda.
La larva puede vivir por meses dentro del frijol con algunos periodos de aletargamiento. Si la larva cuenta con las condiciones adecuadas como, por ejemplo, la humedad adecuada, puede vivir lo suficiente para llegar a la fase de pupa. Generalmente, en la primavera, el insecto busca salir del frijol a través de una «trampilla» redonda, dejando atrás la cápsula pupal. La pequeña polilla de color gris y plateado tan sólo vivirá por unos pocos días.
Los frijoles «saltan» como una medida de supervivencia a fin de proteger a la larva del calor, que podría ocasionar que se secaran. Los rayos ultravioleta de la luz solar los estimulan a saltar, incluso en temperaturas frías, pero si permanecen en el sol por periodos prolongados la larva se deshidratará y morirá.

## Funcionamiento
Cuando el frijol es calentado abruptamente, por ejemplo, al ser sostenido dentro de la palma de la mano, la larva se mueve nerviosamente, jalando los hilos que la sujetan al frijol y causando el característico «salto». «Saltar» generalmente es una exageración, aunque los frijoles sí se mueven notoriamente.
Si se agita o sacude un frijol y se escucha un traqueteo en su interior, la larva ha muerto.
Un juguete de plástico (en una cápsula de grenetina, de las que se usan en los medicamentos) con el mismo nombre fue fabricado y vendido en paquetes en los años 1960. En su interior tenían una esfera metálica, y cuando la superficie sobre la que reposaba el frijol era inclinada, la esfera rodaría al otro extremo y movería al frijol. el rápido movimiento y su reacción para estabilizarlo simulan que el "frijol" brinca. Usualmente este tipo de "frijol" contenía un polvo fino con carga de plomo. Al romperse la cápsula se exponía el polvo y manchaba las manos y cualquier objeto al que se tuviera contacto.

## Origen
Los frijoles saltarines provienen de las zonas montañosas de los estados de Sonora, Sinaloa y Chihuahua, en el norte de México; de hecho, la ciudad de Álamos, en Sonora, afirma ser la «capital mundial del frijol saltarín». Pueden ser hallados dentro de un área de aproximadamente 50 por 150 km de superficie, donde crece el arbusto que da las semillas (Sebastiania pavoniana). Durante la primavera, las polillas emergen de los frijoles del año anterior y depositan sus huevos en la flor del arbusto.

## En la cultura popular
Los frijoles saltarines fueron usados como una broma recurrente en muchas caricaturas de la primera mitad del siglo XX.[cita requerida]